# コアバリュー経営
コアバリュー経営とは、企業が、戦略的な優位性の基盤となる独自の企業文化を築き、その存在意義を全うするために、組織内の構成員の大多数が共有すべきコアバリュー（中核となる価値観）を定め、それを基準とした日々の行動や意思決定を徹底することで組織変革を促していく経営手法を指す。米カリフォルニア州ロサンゼルス市の日米間ビジネス・コンサルティング会社、ダイナ・サーチ、インクの代表石塚しのぶにより開発された経営手法であり、日米で優れた企業文化を持つことで知られる優良企業の研究に基づいている。

## 基本フレームワーク
コアバリュー経営では、まず、企業の社会的存在意義である「コアパーパス」と、その達成のために組織内の大多数で共有すべき価値観「コアバリュー」を定め、それを基盤として採用や評価、報奨・賞与や社内行事などの制度や仕組みをつくり、同時に「コアバリュー」に基づく日々の行動や意思決定を会社全体で徹底させていくことにより、独自の企業文化を築いていく。企業が目的や意義として拠り所とする「コアパーパス」を定め、構成員全員が共通の価値観を共有することで、組織の結束力を高め、ユニークな企業文化を築くことができ、それが企業自体のブランド価値を高めるという考え方である。

## 市場・社会背景
1990年代半ば以降のインターネットの普及や、それに伴う社会のデジタル化は一般生活者が日常に活用するテクノロジーの開発や変遷を加速化した。スマートフォンをはじめとするモバイル機器の普及や通信ネットワークの発達は、生活者があらゆる情報に即時的にアクセスすることを可能にし、商品やサービスの消費に関する選択肢を広げている。そんな社会変化を背景として、顧客に「選ばれる」企業になるための競争はますます激しくなってきている。もはや、商品やサービスそのもので差別化することは不十分であり、顧客はよりユニークな「ブランド化された体験」を企業に求めるようになっている。
「ブランド化された体験」を提供するには、予期できないいかなる状況においても、従業員の一人ひとりがブランド・プロミスやメッセージを体現する言動ができることが必須となる。そのために必要な土壌となる「企業文化」を育み、維持するための仕組み／組織変革の手法として、コア・バリュー経営が導入されるようになってきた。

## 歴史
企業内で共有すべき価値観としての「コアバリュー」自体は以前から存在したが、経営ツールとしての「コアバリュー」の活用はアメリカのオンライン靴・アパレル販売会社ザッポスの事例により広く知られるようになった。ザッポス社のCEOトニー・シェイは「企業文化を経営戦略の中核に据える」と語り、その社内では「すべてはコアバリューから始まる」と言われるくらい、全社員がコアバリューに基づき考え、行動することを徹底した。
『ザッポスの奇跡』の著者である石塚しのぶは、2008年に米ネバダ州ラスベガスで行われたCommunity 2.0カンファレンスでトニー・シェイの講演を聴き、その内容に感銘を受けてザッポスに興味を持った。当時、ザッポスは24時間年中無休のコンタクトセンターを運営し、しかも、オペレーターに多大な裁量権を与えることによって、個々の顧客の状況やニーズにフィットした感動のサービス体験を提供する会社として注目を浴び始めていた。石塚はその後ザッポスに一週間滞在し、社内の様子を観察するとともに、経営チームから中間管理職、現場の社員までを幅広くインタビュー調査し、それを通して学んだことを『ザッポスの奇跡―アマゾンが屈したザッポスの新流通戦略とは』にまとめ2009年に出版した。題名に「アマゾンが屈した」とあるのは、当時アメリカのネット靴販売市場で3分の１のシェアを占めていたザッポスを、アマゾンがEndless.comという靴販売事業で追いかけていたが、ザッポスがもつ圧倒的な顧客ロイヤルティに勝つことができず、苦肉の策としてザッポスを買収し傘下に入れたという分析に基づいている。日本円に換算して約1,200億円という買収金額は当時のアマゾンにとって社史上最大の買収であった。
『ザッポスの奇跡』を出版後、石塚は「コアバリューを経営ツールとして活用して独自の企業文化を築き、成果を収めている企業が他にもあるのではないか」と考え、調査に乗り出した。結果として、社内で共有すべき価値観としての「コアバリュー」を定め、採用や評価、報奨・賞与や社内行事などの「制度や仕組み」を通してその浸透を図っている企業の事例を研究し、それらの共通項や相違点を体系化し、組織変革の方法論としてまとめ「コアバリュー経営」と名付けた。この研究成果を発表した書籍が『未来企業は共に夢を見る～コアバリュー経営』である。

## コアバリュー経営のメリット
コアバリュー経営の導入を通して得られるメリットとしては以下のようなものが述べられている。

### 1.戦略的な企業文化を構築できる
コアバリュー経営の実践により、会社の目的（コアパーパス）を達成するのにふさわしい企業文化を構築・維持することができる。「企業文化」は、会社の中の人たちによって共有されている「価値観」が基盤になる。ある特定の価値観に基づいて会社の従業員みんなが行動すると、それを見た人たちが「あの会社の企業文化はこうだ」と評価することになる。
たとえば、「顧客サービスで世界一の会社になる」という事業目標を掲げている会社があったとして、その会社は、目標を達成するために顧客にとって最高の顧客サービス・ポリシーを整えたり、コールセンターに最高のシステムを導入したりするかもしれない。しかし、そういった「仕掛け」だけで、「本当に優れた顧客サービスを提供できる会社」になれるわけではない。「顧客サービスで世界一の会社になる」ためには、会社の従業員に、それにふさわしい考え方が根付いている必要がある。そして、会社の中の大多数が、その考え方を共有し、体得している必要もある。
つまり、「世界一の顧客サービス」を実現するには、それにふさわしい企業文化が根付いていることが絶対条件になる。コアバリュー経営は、「戦略的企業文化」をつくる最も効果的な方法である。

### 2.個々人の創造力や感性を発揮できる組織をつくる
会社の「コアバリュー」が全社的に共有され、社内に浸透すると、現場への「権限委譲」ができるようになる。なるべくルールを少なくして、コアバリューに基づいて判断を下せるように徹底することで、働く人の自律が促され、一人ひとりの創造力をより発揮できるようになる。
たとえば、ザッポスのコンタクトセンターには、マニュアルもスクリプトもない。コンタクトセンターのオペレーターは、「WOW!のサービスを提供する」というコアバリューに基づき、自由な発想で、お客様をあっと驚かせ、ハッピーな気持ちにするためにはどうすべきかと知恵を絞る。その結果、毎日のように感動的・伝説的なサービスが生まれ、広告など打たなくても新しいお客さんが口コミで集まってくるサービス・ブランドが築き上げられている。

### 3.独自のブランドを確立できる
コアバリュー経営を実践することにより、会社の個性が明確になり、真のブランド確立につながる。
従来、企業のブランドは、顧客に支持されそうな、聞こえのいいスローガンやかっこいいイメージなどを、宣伝・広告媒体を通じて発信することによって築くことができると考えられてきた。しかし、生活者が情報発信力や拡散力をつけたソーシャルの時代では、企業の文化そのものが外からも良く見えるようになるので、「企業文化」が会社の「ブランド」につながるようになる。商品やサービスを通じて、企業と直接触れ合ったお客さんたちがその体験や印象を自ら発信していくので、お客さんたちの体験や印象がそのまま「ブランド」になる。
その「ブランド体験」に大きく関わるのは、顧客接点に立つ従業員たちである。つまり、働く人たちのもっている価値観が、ブランドづくりに何よりも大きく貢献することになる。

### 4.離職率が低下する
コアバリュー経営は、従業員の離職率の低下につながる。コアバリュー経営では、人材採用の際、会社のコアバリューを明確にし、インパクトのある発信をすることで、会社のコアバリューに共感してくれる人たちからの応募を促し、そのうえでコアバリューに合致するかどうかを見極めて採用する。こうすることによって、「入社するまではこう思っていたけれど、入社してみたら全然違った」という、よくある思い違いをなくすことができるので、従業員の離職率の低下につながる。
従来、採用では、技術適性や経歴、学歴、資格が重視されてきたが、コアバリュー経営では、コアバリューを基準にした文化適性を重視する。その結果、価値観のマッチした人材で会社が構成され、「従業員の満足度」も高まる。

### 5.一致団結して働く職場ができる
コアバリュー経営では、コアパーパス（企業の社会的存在意義）を定め、共通の目的のもとに従業員が向かう方向を明示するのに加えて、会社内のすべての仕組みを「共通の価値観」に則って組み立てていくため、従業員が一致団結して働ける職場をつくることができる。
また、会社の「コアバリュー」は、会社が対外的にどうあるべきかというだけでなく、会社の中でどう働くべきか、そして、従業員同士がどう接していくべきかを定めるものでもある。ザッポスでは、「謙虚であれ」というコアバリューに基づき、自分の手柄ばかりを吹聴したり、自分の優れている点を鼻にかけて威張ったりするような行動は排除される。このようにして、コアバリューが、会社の「調和」を保つうえでも前向きに作用しているのである。

### 6.「みんなの会社」という意識を育む
どんなに素晴らしい「理念」や「使命」をトップが掲げても、会社の大多数の人たちと共有し、組織に浸透させられなければ意味がない。コアバリュー経営を推進することにより、みんなが参加する民主的な職場づくりを促しながら、「やらせる」のではなく、「みんなでやる」精神を育むことができる。
従業員全員が同じ価値観を共有し、自分の意思で会社の運営に参加するようになると、みんなの会社という意識が高まり、従業員が、より大きな熱意と責任感をもって、会社の課題に取り組むようになる。

### 7.時代を超えて繁栄し続ける会社をつくる
会社にはライフサイクルがあり、たいていの場合、黎明期から成長期、成長期から成熟期を経て、衰退していく。この中で、会社が最も魅力を発揮するのは黎明期と成長期で、多くの会社が成熟期になると個性が薄れ、「つまらない」会社になる傾向にある。
これは、カリスマ的なリーダーが存在する属人性の高い組織に特によくある傾向である。こういう会社は、リーダーが健在なうちは、その「人」がもつブランドで有能な人材を集めたり、顧客を魅了したりすることができる。しかし、その人がいなくなったら最後、その組織の求心力は失われてしまう。そうならないためには、会社の「魅力」や「信条」「独自性」といったものを価値観として定め、継承していくことが必要になる。会社の「価値観」を定義し、継承する努力を意図的かつシステマティックに行うのがコアバリュー経営である。

## 事例

### 1.ザッポス
コアバリュー経営の実践事例として最もよく知られているものに、アメリカの靴・アパレルネット通販会社、ザッポスがある。ザッポスは以下のコアバリューを掲げ、サービス文化を経営戦略の柱として、顧客の心を虜にする「WOW!のサービス」を提供し、靴のネット通販市場で圧倒的優位を築いた。
- ザッポス10のコアバリュー
- サービスを通して、WOW!（驚嘆）を届けよ
- 変化を受け入れ、その原動力となれ
- 楽しさと、ちょっと変わったことをクリエイトせよ
- 間違いを恐れず、創造的で、オープン・マインドであれ
- 成長と学びを追求せよ
- コミュニケーションを通して、オープンで正直な人間関係を築け
- チーム・家族精神を育てよ
- 限りあるところからより大きな成果を生み出せ
- 情熱と強い意志をもて
- 謙虚であれ

ザッポスでは、10のコアバリューに基づく行動面接を行い、「企業文化適性（カルチャー・フィット）」を必須条件とした採用を行っている。また、コアバリューに照らした人事考課を行い、共通の価値観の浸透と実践に努めている。

### 2.サウスウエスト航空
「戦士の精神」「奉仕の心」「楽しさを重んじる姿勢」の三つのコアバリューを軸に、サウスウエスト航空は、従業員一人ひとりの個性を重んじる職場環境と、ユーモアのセンスあふれた楽しい体験を顧客に提供することで知られている。2001年の同時多発テロ以降、アメリカの旅行業界が史上最悪の業績低迷に落ち込んだ時にも、米大手航空会社の中で唯一レイオフをせず、黒字経営を貫き通したレジリエンスはコアバリュー経営のたまものといえる。

### 3.エアビーアンドビー
エアビーアンドビーもまた、創業当初から企業文化を重視し、その育成と維持に並々ならぬ努力を注いできた企業のひとつである。ザッポスの経営に学び、六つのコアバリューを定めてその浸透に取り組んできたが、2016年からコアバリューの見直しを行い、2017年春に六つのうち二つを削除し、新たに四つのコアバリューを掲げて企業文化の活性化を図っている。同社のコアバリューは以下のとおりである。
- ホストであれ
- 使命の実現に向けて率先して動こう
- 起業家であれ
- サプライズを楽しもう